# Verwaltungsgemeinschaft Dermbach
 (avril 2023).
La Verwaltungsgemeinschaft Dermbach est une communauté d'administration allemande qui regroupe 9 communes du land de Thuringe, dans l'arrondissement de Wartburg, au centre de l'Allemagne. En 2015, sa population est de 9 570 habitants.

## Source de la traduction
- (de) Cet article est partiellement ou en totalité issu de l’article de Wikipédia en allemand intitulé « Verwaltungsgemeinschaft Dermbach » (voir la liste des auteurs).